# Jaroslav Hora
Jaroslav Hora (* 1954) je český matematik a vysokoškolský pedagog. Dlouhodobě se věnuje přípravě učitelů matematiky a péči o talentované studenty, například řešitele matematické olympiády. Jeho odborným zaměřením je algebra, didaktika algebry a počítačová algebra.

## Životopis
V letech 1972 až 1977 studoval obor učitelství pro střední školy, aprobace matematika-fyzika na Matematicko-fyzikální fakultě Univerzity Karlovy. Po dokončení studia nastoupil v roce 1978 na pozici asistenta na katedře matematiky Pedagogické fakulty v Plzni. V letech 1981 až 1984 učil matematiku a fyziku na Střední zemědělské škole v Křimicích. V roce 1983 vykonal na Matematicko-fyzikální fakultě rigorózní zkoušku a získal titul RNDr. Roku 1984 se pak vrátil zpět na katedru matematiky Pedagogické fakulty na pozici odborného asistenta a o tři roky později obdržel titul kandidáta věd. Mezi roky 1991 a 2010 byl vedoucím katedry matematiky. Svou habilitační práci na téma O některých problémech souvisejících s využíváním programů počítačové algebry ve škole obhájil v roce 2005 na Fakultě prírodných vied Univerzity Konstantina Filozofa v Nitře. Na Fakultě pedagogické Západočeské univerzity v Plzni působí dodnes, a to na katedře matematiky, fyziky a technické výchovy.
Je garantem studijního programu Matematika se zaměřením na vzdělávání. Přednáší například předměty Metody matematického modelování, Elementární funkce a statistika, Vybrané kapitoly matematické analýzy, Obecná algebra. Je také řešitel 11 grantů, mj. FRVŠ, MŠMT, Matsushita-UWB Academic Prize. V Česku je uznávaným odborníkem na užívání kapesního kalkulátoru TI-92 Plus od firmy Texas Instruments.
Ve svém volném čase se věnuje chovu králíků, pěstování brambor a šachu, kromě toho se věnuje turistice s kolegy Václavem Holečkem z katedry psychologie a profesorem Pavlem Pechem z katedry matematiky Pedagogické fakulty Jihočeské univerzity v Českých Budějovicích.

## Odborné publikace
Publikoval celkem cca 60 prací různého charakteru, 1 recenze monografie, 5 recenzí skript a studií, 1 monografie a 3 skripta.
výběr
- Přechod Venuše přes Slunce a velikost astronomické jednotky. In Department of Mathematics report series. Vol. 14. České Budějovice: University of South Bohemia, 2006. s. 181-192.
- s P. Pechem On one unusual method of computation of limits of rational functions in the program Mathematica. The International Journal for Technology in Mathematics Education, 2006, roč. 12, č. 4, s. 161-164. ISSN 1744-2710
- O počítačových důkazech matematických vět. Československý časopis pro fyziku, 2008, roč. 58, č. 6, s. 310-311. ISSN 0009-0700
- Soustavy lineárních diofantovských rovnic a Smithův normální tvar matice. In South Bohemia Matematical Letters. Vol. 19. No. 1. České Budějovice: University of South Bohemia. Pedagogical Faculty. Department of Mathematics, 2011. s. 18-26. ISBN 978-80-7394-206-9 , ISSN 1804-1450
- s L. Honzíkem a V. Kohoutem New technological possibilities in future teachers' education of mathematics. In EDULEARN16 : 8th International Conference on Education and New Learning Technologies : Conference Proceedings. Barcelona: IATED, 2016, s. 4794-4803. ISBN 978-84-608-8860-4 , ISSN 2340-1117
- s kolektivem autorů Tvořivé postupy při formování didaktik oborů na FPE ZČU v Plzni. 1. vyd. Plzeň : Západočeská univerzita v Plzni, 2016, 195 s. ISBN 978-80-261-0640-1
- Pollardův ρ – algoritmus pro faktorizaci přirozených čísel. South Bohemia Mathematical Letters, 2017, roč. 25, č. 1, s. 34-38. ISSN 2336-2081
- s M. Kašparovou a Š. Pěchoučkovou Dva pohledy na jednu aplikaci teorie čísel. South Bohemia Mathematical Letters, 2017, roč. 25, č. 1, s. 28-33. ISSN 2336-2081
- s L. Honzíkem Dvě netradiční užití Hornerova schématu. Matematika-fyzika-informatika, 2019, roč. 28, č. 1, s. 11-18. ISSN 1805-7705